# Дискографія Руслани

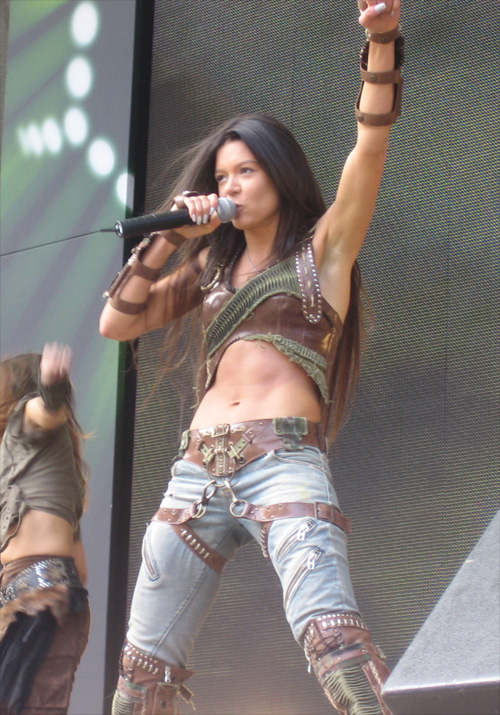
Руслана виступає в Берліні, 2006 рік

Дискографія української співачки Руслани включає сім студійних альбоми, які виконані як українською, так і англійською мовами.

## Альбоми

### Студійні альбоми
| Рік  | Альбом | Місце на чартах | Місце на чартах | Місце на чартах | Сертифікація (таблиця продажів та сертифікатів)                                                                                      |
| Рік  | Альбом | Україна         | Чехія           | Бельгія         | Сертифікація (таблиця продажів та сертифікатів)                                                                                      |
| ---- | --- | --------------- | --------------- | --------------- | --- |
| 1998 | Мить весни. Дзвінкий вітер - 1-ий студійний альбом                                                                             | 2               | —               | —               | |
| 2001 | Найкраще - 2-ий студійний альбом                                                                                               | —               | —               | —               | |
| 2003 | Добрий вечір, тобі... - 3-ій студійний альбом                                                                                  | —               | —               | —               | |
| 2003 | Дикі танці - 4-ий студійний альбом                                                                                             | 1               | —               | —               | - : Платина (170,000 копій) |
| 2004 | Wild Dances - 5-ий студійний альбом - Перший альбом випущений після виграшу на Євробаченні - Перший альбом на англійській мові | 1               | 20              | 59              | - : 7x Платина (700,000 копій) - : Платина (6,000 копій) - : Золото (10,000 копій) - : Золото (6,000 копій) - : Золото (5,000 копій) |
| 2008 | Амазонка - 6-ий студійний альбом                                                                                               | 1               | 29              | —               | |
| 2008 | Wild Energy - 7-ий студійний альбом - Пісні з альбому «Амазонка» перекладені на англійську + нові                              | 7               | —               | —               | |
| 2012 | "Мій Брат!" в першому виданні "ЕЙ-форі-Я! - 8-ий студійний альбом                                                              | 1               | —               | —               | |

### Інші альбоми
| Рік  | Альбом                                   |
| ---- | ---------------------------------------- |
| 2000 | "Останнє Різдво 90-х" - Різдвяний альбом |
| 2005 | Club'in - Альбом реміксів                |

### DVDs
| Рік  | Альбом                                                            |
| ---- | ----------------------------------------------------------------- |
| 2008 | «Wild Energy. Amazon. Wild Dances» - Збірка кліпів з 2000 по 2008 |

## Сингли

### Англійські сингли
| Рік  | Сингл                        | Місце на чартах | Місце на чартах | Місце на чартах | Місце на чартах | Місце на чартах | Місце на чартах | Місце на чартах | Місце на чартах | Місце на чартах | Місце на чартах | Місце на чартах | Місце на чартах | Місце на чартах | Місце на чартах | Місце на чартах | Місце на чартах | Місце на чартах | Місце на чартах    | Місце на чартах    | Альбом                         |
| Рік  | Сингл                        | Британія        | Ірландія        | Словакія        | Швеція          | Фінляндія       | Греція          | Туреччина       | Нідерланди      | Росія           | Литва           | Австрія         | Швейцарія       | Латвія          | Німеччина       | Румунія         | Європа          | Україна         | Бельгія (Фландрія) | Бельгія (Валлонія) | Альбом                         |
| ---- | ---------------------------- | --------------- | --------------- | --------------- | --------------- | --------------- | --------------- | --------------- | --------------- | --------------- | --------------- | --------------- | --------------- | --------------- | --------------- | --------------- | --------------- | --------------- | ------------------ | ------------------ | ------------------------------ |
| 2004 | «Wild Dances»                | 47              | 44              | 21              | 8               | 20              | 1               | 2               | 30              | 6               | 31              | 43              | 24              | 36              | 40              | 44              | 16              | 1               | 1                  | 25                 | Wild Dances                    |
| 2004 | «Dance with the Wolves»      | —               | —               | —               | —               | —               | —               | —               | —               | 105             | —               | —               | —               | —               | —               | 95              | 28              | 3               | 19                 | —                  | Wild Dances                    |
| 2005 | «The Same Star»              | —               | —               | —               | —               | —               | —               | —               | —               | 199             | —               | —               | —               | —               | —               | 60              | 19              | 1               | 50                 | —                  | Wild Dances                    |
| 2005 | «Ring Dance With The Wolves» | —               | —               | —               | —               | —               | —               | —               | —               | 161             | —               | —               | —               | —               | —               | 100             | 37              | 1               | —                  | —                  | Wild Dances - New Year Edition |
| 2008 | «Moon of Dreams»             | —               | —               | —               | —               | —               | —               | —               | —               | 131             | —               | —               | —               | —               | —               | 77              | —               | 1               | —                  | —                  | Wild Energy                    |
| 2017 | «It's Magical»               | —               | —               | —               | —               | —               | —               | —               | —               | —               | —               | —               | —               | —               | —               | —               | —               | —               | —                  | —                  | Поза альбомом                  |

### Українські сингли
| Рік  | Сингл                                              | Місце на чартах | Місце на чартах | Альбом        |
| Рік  | Сингл                                              | Україна         | Європа          | Альбом        |
| ---- | -------------------------------------------------- | --------------- | --------------- | ------------- |
| 2003 | «Знаю я»                                           | 1               | —               | Дикі танці    |
| 2003 | «Коломийка»                                        | 1               | —               | Дикі танці    |
| 2003 | «Ой заграйми, музиченьку»                          | 1               | —               | Дикі танці    |
| 2005 | «Скажи мені»                                       | 1               | —               | Дикі танці    |
| 2005 | «У ритмі серця»                                    | 5               | 45              |               |
| 2006 | «Дика енергія»                                     | 1               | —               | Амазонка      |
| 2008 | «Відлуння мрій»                                    | 1               | —               | Амазонка      |
| 2008 | «Вогонь чи лід»                                    | 6               | —               | Амазонка      |
| 2010 | «Дикий ангел»                                      | 40              | —               | Амазонка      |
| 2010 | «Я йду за тобою»                                   | 15              | —               | Амазонка      |
| 2011 | «Вау!»                                             | 7               | 79              | ЕЙ-форі-Я!    |
| 2011 | «Ша-ла-ла»                                         | 4               | 55              | ЕЙ-форі-Я!    |
| 2012 | «Давай, грай!»                                     | 12              | —               | ЕЙ-форі-Я!    |
| 2012 | «Мій Брат»                                         | —               | —               | ЕЙ-форі-Я!    |
| 2012 | «Це - Ей-форі-Я»                                   | —               | —               | ЕЙ-форі-Я!    |
| 2012 | «Рахманінов»                                       | —               | —               | ЕЙ-форі-Я!    |
| 2015 | «Ти ще відкриєш очі» (з Олександром Ксенофонтовим) | —               | —               | Поза альбомом |
| 2017 | «Я люблю»                                          | —               | —               | Поза альбомом |
| 2018 | «Молитва світла. Отче наш»                         | —               | —               | Поза альбомом |

### Пісні, які не вийшли
- «Drum 'n' Dance»
- «Wind Song»

### Саундтреки
- 2007: Heartbreak Hotel Саундтрек - «Dance with the Wolves»
- 2007: Heartbreak Hotel Саундтрек - «Wild Dances Part II»
- 2008: Grand Theft Auto IV - «Wild Dances (Ukrainian FM Version)»

## Кліпи
- «Ти» (1998)
- «Мить весни» (1998)
- «Світанок» (1998)
- «Балада про принцесу» (1998)
- «Колискова» (1998)
- «Знаю я» (2000)
- «Прощання з диско» (2001)
- «Добрий вечір, тобі...» (2002)
- «Коломийка» (2003)
- «Ой заграйми, музиченьку» (2003)
- «Wild Dances» (2004)
- «Dance with the Wolves» (2004)
- «Ring Dance with the Wolves» (2005)
- «The Same Star» (2005)
- «У ритмі серця» (2005)
- «Дика енергія» (2006)
- «Відлуння мрій» (2008)
- «Moon of Dreams» (разом з T-Pain) (2008)
- «Вогонь чи лід» (2008)
- «Вау!» (2011)
- «Ша-ла-ла» (2011)
- «Давай, грай!» (2012)
- «Я люблю» (2017)
- «It's Magical» (2017)
- «Ми вітер» (2020)